# Scoop Putnam
Wilton Putnam, detto Scoop (Greenville, 8 settembre 1912 – Los Angeles, 8 giugno 1996), è stato un cestista statunitense, professionista nella NBL.

## Carriera
Giocò per tre stagioni nella NBL, disputando complessivamente 50 partite con 3,9 punti di media.